# Brage Boddason
Brage Boddason (eller Brage den gamle (isl.: Bragi hinn gamli) for at skille ham fra den yngre Brage Hallsson) er den ældst kendte skjald, der findes bevarede kvad efter. Han levede sandsynligvis tidligt i 800-tallet, og omtales af Snorre i Ynglingesagaen.
Finnur Jónsson ser Brage som en overgangsskikkelse mellem den gamle vismandsrolle som thul og rollen som skjald for konger. Hans bedst bevarede arbejde er Ragnarsdrápa, et digt i dróttkvætt versemål.

## Liv og virke
Ifølge Landnamsbogen var Brage gift med Lopthøna, en datter af skjalden Erp den ludende. Deres datter, Astrid Sløkedreng, er kendt som stammor til norske og islandske ætter med tilknytning til Vestlandet, så det er sandsynligt, at Brage selv kom derfra.
Ifølge Skáldatal, en liste fra 1200-tallet over skjalde, var Brage skjald hos en række sagnkonger på grænsen mellem myte og virkelighed. En af dem er Östen Beli (Eysteinn inn illráði), som ikke kan identificeres i samtidige kilder. En anden er "Bjørn på højen", i henhold til Hervors saga søn af Erik Bjørnsson og hersker i Svitjod sammen med sin bror Anund Uppsala en gang i 800-tallet. Rimbert, ærkebiskop af Hamburg-Bremen, beretter, at kong Bjørn regerede sammen med sin bror Anund (Anoundus) og blev efterfulgt af en kong Erik, tilsvarende det, der står i Hervors saga, hvor Brage omtales som skjald hos sveakongen "Bjørn på højen"; sandsynligvis den Bern, konge i Birka i Mälaren, som ærkebiskop Rimbert (d. 888) nævner i sin beretning om Ansgars rejse derop i 827.
Egil Skallagrimssons ven Arinbjørn herse i Fjordane (d. 969) fortalte om sin "frænde" Brage, at han på en nat digtede en dråpa (= hyldest) på 20 vers om sveakongen Bjørn, og derved reddede sit hoved, som Egil også gjorde, da han digtede Höfuðlausn som hyldest til Erik Blodøkse. I Landnamsbogen fortælles, at Brages datter Astrid Sløkedreng var mormor til den Arinbjørn. Astrid Bragedatter var også mormor til Rosskjell, bedstefar til Tind Hallkelsson og hans bror Illuge den sorte på Gilsbakke, der var far til skjalden Gunløg Ormstunge (d. 1008).
Landnamsbogen nævner, at Brage opholdt sig hos kong Hjør Halvsson i Rogaland, far til landnamsmanden Geirmund heljarskinn (= skind mørkt som Hels, mørklødet). Kong Hjørs hustru fødte tvillingesønner i kongens fravær. Begge var mørke af lød og grimme, og dronningen fik dem byttet med et lyshudet drengebarn født af en trælkvinde. Da kongen tre år senere var rejst væk igen, bad dronningen Brage om at bedømme drengene. Brage gennemskuede det hele, og digtede et kvad om de to heljarskinn, Håmund og Geirmund:
"To er her inde;
jeg tror begge vel,
Håmund og Geirmund,
sønner af Hjør.
Men Leiv, den tredje,
Loddenhats søn,
den fyr fødte du
ikke, kvinde."
Da byttede dronningen tvillingerne til sig igen. Men da kong Hjør kom hjem, bar hun drengene ind til ham og fortalte, at de var hans. "Bær dem bort," svarede kongen, "aldrig så jeg sådan nogle Hel-skind" - og det hed de derefter.
Et andet løsvers skal Brage have digtet efter en sen køretur gennem en skov, hvor en troldkvinde havde spurgt, hvem han var. Brage svarede med en gåde: "Skjaldene kalder mig "Odins gave-modtager" (efterfulgt af dernæst 6 kenninger for "skjald"). Brage afsluttede med at præsentere løsningen: "Hvad er det andet end "skjald"?"
Han har været sat i forbindelse med asen Brage, idet man har antaget, at han kunne være en menneskelig udgave af guden, eller at han blev ophøjet efter sin død, se euhemerisme.